# Шульц фон Стразницкий, Леопольд-Иосиф
Леопольд-Иосиф Шульц фон Стразницкий (нем. Leopold Schulz von Straßnitzki; 1743—1814) — австрийский юрист-законовед, ректор Оломоуцкого лицея; губернатор Брненской области и Краковской области.

## Биография
Родился 5 октября 1743 года в Вене. Был вторым сыном Антона Шульца, основавшего Венский фарфоровый завод.
Леопольд посещал гимназию (на так называемом философском курсе), а затем окончил юридический факультет Венского университета. Среди его учителей были знаменитые Карл Мартини, Гаспари и Йозеф фон Зоннефельс. После окончания университета в 1766 году преподавал в Клагенфуртском лицее. С октября 1768 года был секретарём Торговой палаты Каринтии.
С 22 сентября 1772 года был профессором политических и камеральных наук в Оломоуцком университете; 29 мая 1773 года указом Шульц получил степень доктора философии и гуманитарных наук, хотя ещё и не выполнил всех необходимых для этого требований. В 1777 году Шульц напечатал лекции Зонненфельса (с разрешения автора), которые затем использовал в качестве основного учебного материала. Камеральные науки входили сначала в состав философского факультета, а после 1780 года — юридического факультета. В 1778 году он вместе с университетом переехал в Брно; в 1780—1781 годах был деканом философского факультета. После перевода университета обратно в Оломоуц, но с понижением статуса до академического лицея, в 1782—1783 годах Шульц снова был деканом философского факультета. В 1784 году был избран ректором лицея. В связи с переводом кафедры политологии на юридический факультет получил степень доктора права в Венском университете в марте 1785 года.
В 1788 году его двадцатилетняя карьера преподавателя закончилась поскольку он был назначен окружным капитаном области Брно. В 1796 году Шульц был назначен губернатором Краковского края и губернаторского совета Западной Галиции. Климат Галиции оказался для Шульцов плохим – жена Шульца умерла в Кракове в 1802 году, а сам Шульц ушёл в отставку по болезни через год, уехав в Вену, где и умер 4 февраля 1814 года.
В 1808 году он был удостоен титула «фон Стразницкий».
Напечатал: «Ueber die Verminderung der Feiertage» (Клагенфурт,1772); «Lehrsätze und Fragen aus der Einleitung in die Staatswissenschaft und der sammtlichen Polizei» (Ольмюц, 1774); «Tabellarischer Entwurf über die Grundzätze Polizei-, Handlungs- und Finanzwissenschaft» (ib., 1776—1777) и др.